# Luodeslahti
Luodeslahti är en sjö i Finland. Den ligger i kommunen Siikais i landskapet Satakunta, i den sydvästra delen av landet, 250 km nordväst om huvudstaden Helsingfors. Luodeslahti ligger 45 meter över havet. Arean är 8,4 hektar och strandlinjen är 2,3 kilometer lång. Sjön  ingår i Karvia å huvudavrinningsområde. 